# Francis Ferrero
Francis Ricardo Ferrero Fidalgo (San Luis, Provincia de San Luis, Argentina, 1 de octubre de 1972) es un exfutbolista argentino naturalizado chileno. Jugaba de delantero, participó en 3 Copas Libertadores (2 con Colo Colo y 1 con Unión Española) y una Supercopa con los albos, desarrollando la mayor parte de su carrera en Chile.

## Clubes
| Club                  | País      | Añoo      |
| --------------------- | --------- | --------- |
| Villa Dálmine         | Argentina | 1993      |
| Deportes Puerto Montt | Chile     | 1994-1995 |
| Colo-Colo             | Chile     | 1996      |
| Deportes Puerto Montt | Chile     | 1997      |
| Colo-Colo             | Chile     | 1998      |
| Santiago Wanderers    | Chile     | 1998      |
| Santiago Morning      | Chile     | 1999-2000 |
| Deportes Puerto Montt | Chile     | 2001      |
| Deportivo Italchacao  | Venezuela | 2001      |
| Unión San Felipe      | Chile     | 2002      |
| Real Zacatecas        | México    | 2003      |
| Unión San Felipe      | Chile     | 2003      |
| Coquimbo Unido        | Chile     | 2004      |
| Unión San Felipe      | Chile     | 2005      |
| Unión Española        | Chile     | 2006      |
| Santiago Morning      | Chile     | 2007      |